# Pont des Raymond
Le pont des Raymond est un pont couvert du Québec (Canada) situé à Bécancour.

## Caractéristique
Le pont des Raymond est située sur la route de la Seine à Bécancour au sud de la localité de Précieux-Sang. Il franchit la rivière Blanche, un affluent de la rivière Bécancour. 